# Palpares rajasthanicus
Palpares rajasthanicus är en insektsart som beskrevs av Soumyendra Nath Ghosh 1991. Palpares rajasthanicus ingår i släktet Palpares och familjen myrlejonsländor. Inga underarter finns listade i Catalogue of Life.